# Місіюк Віктор Сергійович
Ві́ктор Сергі́йович Місію́к (нар. 1977) — український громадський діяч у Білорусі, історик, голова Української науково-педагогічної спілки Білорусі «Берегиня», науковий співробітник Берестейського державного технічного університету.

## Біографія
Народився 1977 року. Закінчив Берестейський університет, після чого закінчив навчання на заочному відділенні аспірантури Інституту історії при НАН РБ. Захистив дипломну дисертацію на тему «Української рух на Поліссі в першій половині XX ст 1905—1939 рр)» та кандидатську дисертацію на тему «Соціально-економічне становище слов'янських меншин західної Білорусі в складі Речі Посполитої (1921—1939 рр)». Був членом Українського громадсько-культурного об'єднання Берестейської області. Певний час очолював Берестейське історико-крайознавче відділення Республіканського науково-культурного товариства «Загороддя». Був заступником голови й пізніше став головою Української науково-педагогічної спілки Білорусі «Берегиня».
8 березня 2022 року затриманий білоруською міліцією під час покладання квітів біля пам’ятника Тарасу Шевченку в Бересті, пізніше його випустили. 28 березня 2022 року звільнений з роботи в Берестейському державному технічному університеті. 7 квітня 2022 року у Віктора Місіюка проведено обшук і вилучено оргтехніку.

## Нагороди
- Відзнака Президента України — ювілейна медаль «25 років незалежності України» (22 серпня 2016) — за вагомий особистий внесок у зміцнення міжнародного авторитету Української держави, популяризацію її історичної спадщини і сучасних надбань та з нагоди 25-ї річниці незалежності України[2]